# Мечкарево
Мечкарево е село в Югоизточна България.

## География
Намира се между Сливен и Сливенски минерални бани, на 14 км югозападно от град Сливен, на близо 30 км североизточно от град Нова Загора и на 297 източно от столицата София.
Има редовен автобусен транспорт до град Сливен.
Намира се на 148 м надморска височина. Климатът се характеризира с мека зима, а лятото е сравнително горещо.
Населението наброява около 500 души.

## История
Черквата в селото е осветена през 2016 година. Храмът е посветен на светите апостоли Петър и Павел. 
Строежът на храма започва през 2006 година и продължава 10 години. Освещаването е извършено от Сливенски митрополит Йоаникий.

## Културни и природни забележителности
На 5 км се намират Сливенски минерални бани. Лековитата минерална вода и живописната природа, определят курорта като предпочитано място за балнеолечение и семейна почивка.
Районът е популярно място и за винен туризъм. Една от атракциите е шатото „Уинди хилс“ в землището на село Злати войвода. Комплексът е разположен в центъра на лозов масив, разполага с дегустационна зала и 4 звездна хотелска част. За посетители се организира обиколка с екскурзовод.

## Редовни събития
Ежегодно на 26 декември в село Мечкарево над 300 самодейци от 20 читалища от Сливен и Ямбол участват в традиционния фолклорен фестивал „Зимни празници“. В рамките на събора се провеждат конкурси за най-точно възпроизвеждане на зимен обред, за изпълнение на обреден танц, за обредни хлябове и сурвакници. Възпроизвеждат се фрагменти от декемврийските празници – Коледа, Игнажден, Бъдни вечер и др. Организатори на събитието са община Сливен, кметството и читалището в Мечкарево.

## Други
Тук функционират кметство, читалище, църква „Св. Апостоли Петър и Павел“, здравна служба, магазини и кафенета. В селото има кабелна телевизия, интернет и покритие на мобилните оператори.
Най-близко разположените учебни и здравни заведения се намират на територията на град Сливен.
Местният футболен отбор е „Тунджа 2009“ и играе в местната Окръжна група.